# Andy Pelmard
Andy Pelmard né le 12 mars 2000 à Nice en France, est un footballeur français qui évolue au poste de défenseur central au Clermont Foot.

## Biographie

### En club

#### OGC Nice (2019-2021)
Né à Nice en France, Andy Pelmard est un pur produit du centre de formation du club de sa ville natale, l'OGC Nice, qu'il rejoint en 2013. Il fait sa première apparition en professionnel le 23 février 2019 à l'occasion d'une rencontre de Ligue 1 face à l'Amiens SC. Titularisé au poste d'arrière gauche dans une défense à quatre, sa première expérience dans l'élite se solde par une défaite (1-0). Lors de cette première saison il ne prend part qu'à quatre matchs.

#### FC Bâle (2021-2023)
Le 20 juillet 2021, Andy Pelmard est prêté au FC Bâle pour une saison avec option d'achat.
Il joue son premier match pour le FC Bâle le 22 juillet 2021, lors d'une rencontre qualificative pour la phase de groupe de la Ligue Europa Conférence 2021-2022, face au FK Partizani Tirana. Il est titularisé et son équipe s'impose par trois buts à zéro. Trois jours plus tard il fait ses débuts en Super League, la première division suisse, lors de la première journée de la saison 2021-2022 face au Grasshopper Club Zurich. Titulaire, il voit son équipe l'emporter (0-2 score final).
Le 4 février 2022, le FC Bâle annonce lever l'option d'achat pour le joueur, qui s'engage pour un contrat courant jusqu'en juin 2025. Le jeune défenseur s'impose rapidement dans l'équipe, profitant de sa polyvalence pour être l'un des joueurs les plus utilisés de ses différents entraîneurs, que ce soit Patrick Rahmen (en), Alexander Frei ou Heiko Vogel (en). Pelmard joue ainsi aussi bien en défense central, en tant qu'arrière gauche ou même au poste de milieu défensif.

#### Clermont Foot 63 (depuis 2023)
Il quitte le club suisse pour la Ligue 1. Le 15 juillet 2023, Andy Pelmard fait ses débuts au sein de l'équipe du Clermont Foot 63 lors d'un match amical de pré-saison contre l'US Orléans au stade Hector Rolland à Moulins. Il fait son entrée sur le terrain lors de la deuxième mi-temps en tant qu'arrière gauche.

### En équipe nationale
Andy Pelmard est sélectionné avec l'équipe de France des moins de 17 ans pour participer au championnat d'Europe des moins de 17 ans en 2017, qui se déroule en Croatie du 3 au 19 mai. Pelmard prend part à quatre matchs lors de ce tournoi. Quelques mois plus tard il est à nouveau sélectionné dans cette catégorie pour disputer la Coupe du monde des moins de 17 ans qui est organisée en Inde au mois d'octobre de cette même année. Il joue deux matchs dans cette compétition.
Andy Pelmard fête sa première sélection avec l'équipe de France espoirs le 15 novembre 2019, face à la Géorgie, en entrant en jeu à la place de Nicolas Cozza, sorti blessé. La France s'impose sur le score de trois buts à deux ce jour-là.
De nationalité français, il pourra néanmoins jouer pour la sélection malgache, pays de sa mère.